# رابرت ارل کین
رابرت ارل کین (انگلیسی: Robert Earl Keen؛ زادهٔ ۱۱ ژانویهٔ ۱۹۵۶) یک موسیقی‌دان اهل ایالات متحده آمریکا است.